# Azerbaihzan
Die Azerbaihzan (auch Azerbaydzhan geschrieben) war ein 1975 in Dienst gestelltes Kreuzfahrtschiff der sowjetischen Reederei Black Sea Shipping Company, das auch als Fähre genutzt werden konnte. Sie stand unter diesem Namen bis 1996 im Einsatz und wechselte in den folgenden Jahren mehrfach den Namen und Besitzer. Zuletzt hieß das Schiff ab 1998 Enchanted Capri. Nach seiner Ausmusterung im Jahr 2001 diente es bis 2020 als Wohnschiff. Am 2. November 2020 lief die Enchanted Capri auf dem Weg zum Abbruch vor Alvarado auf Grund.

## Geschichte
Die Azerbaihzan entstand unter der Baunummer 1221 in der Werft von Wärtsilä in Turku und lief am 14. April 1975 vom Stapel. Nach der Ablieferung an die Black Sea Shipping Company am 18. Dezember 1975 nahm sie im selben Monat den Kreuzfahrt- und Fährdienst auf. Das Schiff gehörte der aus insgesamt fünf Einheiten bestehenden Belorussiya-Klasse an. Ihre Schwesterschiffe entstanden unter den Namen Gruziya, Kareliya, Belorussiya und Kazakhstan.
1984 wurde die Azerbaihzan in der Lloyd Werft Bremerhaven zu einem reinen Kreuzfahrtschiff umgebaut und das Autodeck in zusätzliche Kabinen umgewandelt, wodurch sich die Passagierkapazität von 505 auf 650 erhöhte. Nach dem Zerfall der Sowjetunion 1991 stand das Schiff unter der Flagge der Ukraine, Heimathafen blieb Odessa.
1996 ging die Azerbaihzan unter dem Namen Arkadia in den Besitz der Blasco UK mit Sitz in Liberia über und wurde im Juli desselben Jahres von der Winchester Navigation Company in Odessa übernommen. 1997 stand das Schiff als Island Holiday unter Charter für SeaEscape im Einsatz, ab 1998 fuhr es als Enchanted Capri für Commodore Cruises.
Nach der Insolvenz von Commodore Cruises war die Enchanted Capri ab 2001 aufgelegt. 2003 charterte sie das mexikanische Unternehmen Demar Instaladora Y Construct als Wohnschiff für den Offshore-Bereich vor der Küste von Mexiko. Im September 2008 kaufte das Unternehmen das Schiff.
Im Oktober 2020 wurde der geplante Abbruch der Enchanted Capri in Coatzacoalcos vermeldet. Eine zuvor angedachte Nutzung als Kreuzfahrtschiff und schwimmende Seniorenresidenz des neugegründeten Unternehmens Cruise Retirement blieb unverwirklicht. Am 25. Oktober 2020 verließ das Schiff jedoch wieder im Schlepp den Hafen von Coatzacoalcos, um nun in Tampico abgewrackt zu werden. Am 2. November 2020 lief die Enchanted Capri bei schwerer See und einer Windgeschwindigkeit von etwa 50 Knoten bei einem Strand vor Alvarado auf Grund, ihre Besatzung konnte unverletzt gerettet werden. Das Schiff wird vor Ort abgewrackt.